# Anna Holzer
Anna Holzer (* 29. April 1871 in Gmünd; † 10. Jänner 1952 in Krems an der Donau) war eine österreichische Politikerin (CSP) und Lehrerin. Holzer war von 1921 bis 1934 Abgeordnete zum Landtag von Niederösterreich.

## Leben
Holzer arbeitete als Lehrerin in Wien und lebte danach als Professorengattin in Krems an der Donau. Sie war als Vorsitzende der katholischen Frauenorganisation der Diözese St. Pölten aktiv.
Mit ihrem Mann, einem Mittelschulprofessor, hatte Anna Holzer vier Kinder, darunter Hildegard Holzer, die von 1945 bis 1968 die erste Direktorin des Seminars für kirchliche Frauenberufe in Wien (Ober Sankt Veit) war.

## Politik
Holzer gehörte dem Gemeinderat von Krems an. Sie war die erste weibliche Landtagsabgeordnete in der Christlichsozialen Partei und vertrat diese zwischen dem 11. Mai 1921 und dem 30. Oktober 1934 im Niederösterreichischen Landtag.